# José Carlos Malato

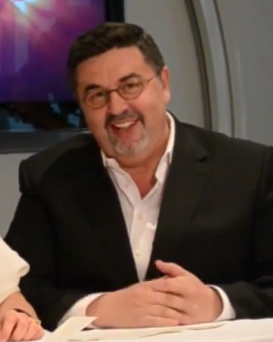
José Carlos Malato

José Carlos Malato (* 7. März 1964 in Monforte) ist eine portugiesische Person, die in der Fernseh- und Radiomoderation arbeitet. Im Jahr 2018 outete sich Malato als schwul und in 2022 als nichtbinär.

## Werdegang
Im Alter von sechzehn Jahren begann Malato einen Sekretärjob. Zwei Jahre später ging Malato nach Frankreich, um bei der Weinlese zu helfen. Malato kehrte nach Portugal zurück und arbeitete dort als Verwaltungsbeamter in der Notaufnahme des Hospital São José in Lissabon.
Sein Debüt als Radiosprecher gab Malato 1985 bei dem Piratensender Rádio A in Tires. Im darauffolgenden Jahr setzte Malato die eigene Karriere beim in Oeiras ansässigen Rádio Miramar fort und entwickelte dort unter anderem die Sendung Trovas do Vento que Passa. 1988 half Malato beim Aufbau des privaten Rundfunksenders Rádio Comercial da Linha und arbeitete dort vier Jahre als Sprecher. Es folgten Moderationen bei XFM, bei Rádio Renascença und RFM. Bei Rádio Comercial und Antena 3 war Malato Programmleitung. Während dieser Zeit studierte Malato Philosophie an der Universität Lissabon und machte an der Universidade Autónoma de Lisboa einen Abschluss in Kommunikationswissenschaften.
Malato wechselte dann als Person in Produktionsassistenz zum Fernsehen, wo Malato der Sprung vor die Kamera als Moderator gelang. Im Programm von RTP moderierte Malato Portugal no Coração, Um Contra Todos, A Herança, Jogo Duplo und Sexta à Noite. Seit Juli 2010 ist José Gastgeber von Quem Quer Ser Milionário? - Alta Pressão, der portugiesischen Ausgabe der Quizshow Who Wants to Be a Millionaire?